# Zdzisław Kudła
Zdzisław Kudła (ur. 7 czerwca 1937 w Wesołej) − polski reżyser, scenarzysta, scenograf i malarz.

## Życiorys
Jest absolwentem Wydziału Malarstwa Akademii Sztuk Pięknych w Krakowie. Związany od 1963 ze Studiem Filmów Rysunkowych w Bielsku-Białej. Pierwszymi wyreżyserowanym przez Kudłę filmem była „Arena” (1968); w tym samym roku zadebiutował w filmach przeznaczonych dla młodego widza, reżyserując pod nadzorem głównego konsultanta serii Władysława Nehrebeckiego odcinki Bolka i Lolka. 
W latach 1966–1982 należał do PZPR. W latach 1993–2010 był dyrektorem Studia Filmów Rysunkowych. Odznaczony m.in.: Złotym Krzyżem Zasługi i odznaką Zasłużony Działacz Kultury. Jest laureatem Nagrody Ministra Kultury i Sztuki.
Dnia 5 stycznia 2018 w Galerii Bielskiej BWA otwarto wystawę twórczości Zdzisława Kudły, której towarzyszył katalog z opisem jego dotychczasowej działalności artystycznej i reprodukcjami prac.
Jest jednym z bohaterów książki Jerzego Armaty Anima. Mistrzowie polskiej animacji (wyd. EGoFILM, Warszawa 2025).

## Filmografia
Reżyser współpracował przy realizacji lub wyreżyserował części wielu produkcji bielskiego studia:
- 1964 − Przygody Błękitnego Rycerzyka (oprac. plastyczne odcinka „Biedronka”)
- 1965 − Bolek i Lolek na wakacjach (oprac. plastyczne „Grzybobranie”, „Zabawa w rycerza”)
- 1965 − Przygody Błękitnego Rycerzyka (oprac. plastyczne odcinka „Zazdrosny trzmiel”)
- 1966 − Dwa plus dwa (oprac. plastyczne)
- 1966 − Krasnoludek (oprac. plastyczne)
- 1967 − Figlarna nutka (oprac. plastyczne)
- 1967 − Nasz dziadzio (oprac. plastyczne odcinków: 2, 6 i 7)
- 1968 − Arena (reżyseria, oprac. plastyczne)
- 1968 − Bolek i Lolek wyruszają w świat (reż., oprac. plastyczne „W puszczach Kanady”)
- 1969 − Bolek i Lolek wyruszają w świat (reż., oprac. plastyczne „Na stokach Kilimandżaro”)
- 1969 − Rytmy Śląska (reż.)
- 1969 − Wystawa psów (oprac. plastyczne)
- 1970 − Porwanie Baltazara Gąbki (oprac. plastyczne)
- 1970 − Bolek i Lolek wyruszają w świat (reż., oprac. plastyczne „Grobowiec faraona”)
- 1970 − Syzyf (reż., oprac. plastyczne)
- 1971 − Bajki Bolka i Lolka (reż., oprac. plastyczne „Królowa śniegu”)
- 1971 − Bruk (reż., scenografia)
- 1971 − Żywa wystawa (reż., scenariusz, oprac. plastyczne)
- 1972 − Kłopot z wykresem (reż.)
- 1972 − Szum lasu (reż., scenariusz, scenografia)
- 1973 − Krzyż (reż., oprac. plastyczne)
- 1973 − Kwiat (reż., scenografia)
- 1973 − Przygody Bolka i Lolka (reż., oprac. plastyczne „W puszczy”, „Zimowe igraszki”)
- 1974 − Przygody Bolka i Lolka (reż., oprac. plastyczne „Wakacje na wsi”)
- 1974 − Słoń i strusiątko (reż.)
- 1975 − Impas (reż., scenariusz, scenografia)
- 1975 − Jak wyginęły mamuty (realizacja)
- 1975 − Zabawy Bolka i Lolka (reż., oprac. plastyczne „Niezwykłe odkrycie”)
- 1977 − Kat (reż., scenariusz, oprac. plastyczne)
- 1977 − Przygody Bolka i Lolka (reż., oprac. plastyczne „Morska wyprawa”)
- 1977 − Wielka podróż Bolka i Lolka (projekty dekoracji)
- 1977 − Wystarczy iskierka (reż., oprac. plastyczne)
- 1978 − Wilki (oprac. plastyczne)
- 1978 − Zamiana (reż., oprac. plastyczne, scenariusz)
- 1979 − Adresat (opieka artystyczna)
- 1979 − Dlaczego (realizacja, scenariusz, oprac. plastyczne)
- 1979 − Wielka podróż Bolka i Lolka (dekoracje, oprac. plastyczne odcinki: 9, 10 i 15)
- 1980 − Wyprawa profesora Gąbki (scenariusz, oprac. plastyczne, dialogi)
- 1980 − Hazard (konsultacja artystyczna)
- 1983 − Olimpiada Bolka i Lolka (oprac. plastyczne szeregu odcinków)
- 1984 − Olimpiada Bolka i Lolka (oprac. plastyczne szeregu odcinków)
- 1985 − Bolek i Lolek w Europie (oprac. plastyczne „W Hiszpanii”)
- 1986 − Porwanie w Tiutiurlistanie (reż., scenariusz, oprac. plastyczne, dekoracje)
- 1987 − Karaluch. Blatta orientalis (realizacja, scenariusz)
- 1988 − Animalki (oprac. plastyczne, scenografia, opieka artystyczna)
- 1988 − Żółty odcień czerwieni (scenariusz)
- 1991 − Cywilizacja (oprac. plastyczne)
- 1992 − Bez powrotu panie Z. (reż., scenariusz, oprac. plastyczne)
- 2003 − Czesława woli Wiesława (opieka artystyczna)
- 2004 − ... Egro sum (reż., scenariusz, oprac. plastyczne, animacja)
- 2009 − Gwiazda Kopernika (reż., scenariusz, oprac. plastyczne, producent)